# Hungría en el Festival de la Canción de Eurovisión
Hungría ha participado en el Festival de la Canción de Eurovisión 19 veces desde su debut en 1994. Intentó participar en 1993 con Andrea Szulák, aunque no logró clasificarse en la ronda preliminar especial en la que participaron siete países de Europa del Este.
Su primera participación, en 1994, sigue siendo la más exitosa de los magiares, cuando Friderika Bayer obtuvo la cuarta posición. Solo András Kállay-Saunders logró otra plaza en el TOP-5, en 2014. Magdi Rúzsa, novena en 2007; ByeAlex, décimo en 2013; y Joci Pápai, octavo en 2017, completan las cinco ocasiones en las que Hungría ha finalizado dentro del TOP-10.
MTVA es la empresa pública de radiotelevisión encargada del festival en Hungría, como miembro de la Unión Europea de Radiodifusión.

## Historia
La primera aparición en el Festival fue con Friderika Bayer en 1994. Después de tres rondas de votación la canción húngara tomó la primera posición, pero conforme avanzaban las votaciones el país bajó posiciones y terminó en 4.º lugar. Hasta el momento solo Hungría ha logrado liderar la votación el mismo año de su primera aparición.
La canción de 1995 no fue tan exitosa y solo obtuvo 3 puntos. En 1996, Hungría volvió a quedarse fuera en una ronda clasificatoria, cuando Gjon Delhusa no logró pasar a la gran final.
Hungría comenzó un hiato después del Festival de la Canción de Eurovisión 1998, regresando en 2005 cuando alcanzaron el 12.º lugar en la final con NOX. El país se volvió a ausentar en 2006 y regresó el 2007 con Magdi Rúzsa, la ganadora de la 3.ª temporada de Megasztár (Hungarian Idol), que terminó en 9.º lugar en Helsinki, pese a que en la semifinal quedó en la segunda posición.
En la edición de 2008, el representante húngaro, Csézy, ocupó, contra todo pronóstico, la última posición de una segunda semifinal que ganó Ucrania. Este se convirtió en su peor resultado desde su inicio, al recibir únicamente cuatro puntos de Serbia, otros cuatro de Dinamarca y uno de Georgia.
En 2009, la canción «Dance with me», interpretada por Zoli Adok, vuelve a quedarse en semifinales, y en ese mismo año se deciden retirar del festival por la crisis económica, durando este paréntesis un año solo, ausentándose de Oslo.
A finales de ese año, Hungría con dudas se presenta al festival de 2011, y definitivamente se confirma su regreso.
En el 2011 salió elegida Kati Wolf con la canción «What about my dreams?» una canción de estilo disco donde muchos comparan a la cantante como a Céline Dion. Finalmente ese año le tocó participar en la primera semifinal y por primera vez después de tres años sin estar en la final Hungría lo logra siendo una de las favoritas de esta edición. Pero en la final sus pronósticos cambiaron radicalmente donde quedó en el puesto 22.º con 53 puntos. No fue el único país favorito que quedó en últimos puestos, otros países como Estonia (24.º), Rusia (17.º), Francia (15.º), Reino Unido (11.º) se esperaban que quedaran en mejores posiciones.
En el año 2012, Hungría se clasifica a la final con el grupo Compact Disco y la canción "Sounds of our hearts", una apuesta un tanto arriesgada debido al impecable audio de esta en estudio pero con un trabajoso directo. Pese a ello, Hungría vuelve a la final, y actuando en 2.º posición, obtiene lo que algunos medios denominaron un decepcionante resultado: la posición 24.º.
En el año 2013, Alex Marta, bajo el nombre de ByeAlex, es el ganador de la preselección A Dal, y es enviado a Malmö cantando en húngaro un tema propio del cantante con arreglos de DJ Zoohacker: «Kedvesem». Su pase a la final fue toda una sorpresa, ya que este tipo de temas intimistas no suelen llegar a todos los públicos, y mayor sorpresa fue, cuando obtuvo el puesto número 10.º con 84 puntos, 12 de ellos de Alemania.
El hecho de volver al TOP-5, se repitió en 2014 con Kállay-Saunders y su tema pop internacional «Running», a pesar de ser una de las grandes favoritas de las apuestas.
Por octavo año consecutivo estaría en la final clasificando a esta en 2018 con AWS y «Viszlát nyár»  logrando 93 puntos y un 21..eɽ puesto.

## Participaciones
Leyenda
     Ganador
     Segundo puesto
     Tercer puesto
     Cuarto o quinto puesto (Top 5)
     Último puesto
| Año                            | Sede       | Artista                | Canción                         | Final           | Pts.            | Semifinal           | Pts.                |
| ------------------------------ | ---------- | ---------------------- | ------------------------------- | --------------- | --------------- | ------------------- | ------------------- |
| 1993                           | Millstreet | Andrea Szulák          | «Árva Reggel»                   | No se clasificó | No se clasificó | 6                   | 44                  |
| 1994                           | Dublín     | Friderika Bayer        | «Kinek mondjam el vétkeimet?»   | 4               | 122             | No hubo semifinales | No hubo semifinales |
| 1995                           | Dublín     | Csaba Szigeti          | «Új név a régi ház falán»       | 22              | 3               | No hubo semifinales | No hubo semifinales |
| 1996                           | Oslo       | Gjon Delhusa           | «Fortuna»                       | No se clasificó | No se clasificó | 23                  | 26                  |
| 1997                           | Dublín     | V.I.P.                 | «Miért kell, hogy elmenj?»      | 13              | 39              | No hubo semifinales | No hubo semifinales |
| 1998                           | Birmingham | Charlie                | «A holnap már nem lesz szomorú» | 23              | 4               | No hubo semifinales | No hubo semifinales |
| No participó entre 1999 y 2004 |            |                        |                                 |                 |                 |                     |                     |
| 2005                           | Kiev       | NOX                    | «Forogj, világ!»                | 12              | 97              | 5                   | 167                 |
| No participó en 2006           |            |                        |                                 |                 |                 |                     |                     |
| 2007                           | Helsinki   | Magdi Rúzsa            | «Unsubstantial blues»           | 9               | 128             | 2                   | 224                 |
| 2008                           | Belgrado   | Csézy                  | «Candlelight»                   | No se clasificó | No se clasificó | 19                  | 6                   |
| 2009                           | Moscú      | Zoli Ádok              | «Dance with me»                 | No se clasificó | No se clasificó | 15                  | 16                  |
| No participó en 2010           |            |                        |                                 |                 |                 |                     |                     |
| 2011                           | Düsseldorf | Kati Wolf              | «What about my dreams?»         | 22              | 53              | 7                   | 72                  |
| 2012                           | Bakú       | Compact Disco          | «Sound of our hearts»           | 24              | 19              | 10                  | 52                  |
| 2013                           | Malmö      | ByeAlex                | «Kedvesem (Zoohacker Remix)»    | 10              | 84              | 8                   | 66                  |
| 2014                           | Copenhague | András Kállay-Saunders | «Running»                       | 5               | 143             | 3                   | 127                 |
| 2015                           | Viena      | Boggie                 | «Wars for nothing»              | 20              | 19              | 8                   | 67                  |
| 2016                           | Estocolmo  | Freddie                | «Pioneer»                       | 19              | 108             | 4                   | 197                 |
| 2017                           | Kiev       | Joci Pápai             | «Origo»                         | 8               | 200             | 2                   | 231                 |
| 2018                           | Lisboa     | AWS                    | «Viszlát nyár»                  | 21              | 93              | 10                  | 111                 |
| 2019                           | Tel Aviv   | Joci Pápai             | «Az Én Apám»                    | No se clasificó | No se clasificó | 12                  | 97                  |
| No participó entre 2020 y 2025 |            |                        |                                 |                 |                 |                     |                     |

## Votación de Hungría
Hasta su última participación, en 2019, la votación de Hungría ha sido:
| Más puntos otorgados solo en la gran final | Más puntos otorgados solo en la gran final | Más puntos otorgados solo en la gran final |
| Pos.                                       | País                                       | Puntos                                     |
| ------------------------------------------ | ------------------------------------------ | ------------------------------------------ |
| 1                                          | Suecia                                     | 71                                         |
| 2                                          | Países Bajos                               | 62                                         |
| 3                                          | Noruega                                    | 61                                         |
| 4                                          | Azerbaiyán                                 | 59                                         |
| 4                                          | Dinamarca                                  | 59                                         |

| Más puntos otorgados en semifinales y final | Más puntos otorgados en semifinales y final | Más puntos otorgados en semifinales y final |
| Pos.                                        | País                                        | Puntos                                      |
| ------------------------------------------- | ------------------------------------------- | ------------------------------------------- |
| 1                                           | Países Bajos                                | 119                                         |
| 2                                           | Dinamarca                                   | 112                                         |
| 3                                           | Azerbaiyán                                  | 110                                         |
| 4                                           | Islandia                                    | 109                                         |
| 5                                           | Noruega                                     | 106                                         |

| Más puntos recibidos solo en la final | Más puntos recibidos solo en la final | Más puntos recibidos solo en la final |
| Pos.                                  | País                                  | Puntos                                |
| ------------------------------------- | ------------------------------------- | ------------------------------------- |
| 1                                     | Serbia                                | 68                                    |
| 2                                     | Rumanía                               | 67                                    |
| 3                                     | Finlandia                             | 61                                    |
| 4                                     | Croacia                               | 53                                    |
| 5                                     | Polonia                               | 50                                    |

| Más puntos recibidos en semifinales y final | Más puntos recibidos en semifinales y final | Más puntos recibidos en semifinales y final |
| Pos.                                        | País                                        | Puntos                                      |
| ------------------------------------------- | ------------------------------------------- | ------------------------------------------- |
| 1                                           | Serbia                                      | 156                                         |
| 2                                           | Rumanía                                     | 136                                         |
| 3                                           | Finlandia                                   | 114                                         |
| 4                                           | Croacia                                     | 112                                         |
| 5                                           | Estonia                                     | 107                                         |

## 12 puntos
- Hungría ha dado 12 puntos a:

### Final (1993 - 2003)
| Año                                   | País         |
| ------------------------------------- | ------------ |
| No se clasificó para la final de 1993 |              |
| 1994                                  | Alemania     |
| 1995                                  | Chipre       |
| No se clasificó para la final de 1996 |              |
| 1997                                  | Reino Unido  |
| 1998                                  | Países Bajos |
| No participó entre 1999 y 2003        |              |

| Año                  | País                 | Año                  | País                 |
| -------------------- | -------------------- | -------------------- | -------------------- |
| No participó en 2004 | No participó en 2004 | No participó en 2010 | No participó en 2010 |
| 2005                 | Rumanía              | 2011                 | Islandia             |
| No participó en 2006 | No participó en 2006 | 2012                 | Finlandia            |
| 2007                 | Serbia               | 2013                 | Azerbaiyán           |
| 2008                 | Dinamarca            | 2014                 | Países Bajos         |
| 2009                 | Azerbaiyán           | 2015                 | Rusia                |

| Año                            | Jurado      | Televoto   |
| ------------------------------ | ----------- | ---------- |
| 2016                           | Malta       | Azerbaiyán |
| 2017                           | Bulgaria    | Bulgaria   |
| 2018                           | Rumanía     | Dinamarca  |
| 2019                           | Bielorrusia | San Marino |
| No participó entre 2021 y 2025 |             |            |

| Año                  | País                 | Año                  | País                 |
| -------------------- | -------------------- | -------------------- | -------------------- |
| No participó en 2004 | No participó en 2004 | No participó en 2010 | No participó en 2010 |
| 2005                 | Grecia               | 2011                 | Islandia             |
| No participó en 2006 | No participó en 2006 | 2012                 | Suecia               |
| 2007                 | Serbia               | 2013                 | Azerbaiyán           |
| 2008                 | Azerbaiyán           | 2014                 | Países Bajos         |
| 2009                 | Noruega              | 2015                 | Bélgica              |

| Año                            | Jurado          | Televoto  |
| ------------------------------ | --------------- | --------- |
| 2016                           | Australia       | Ucrania   |
| 2017                           | Portugal        | Bulgaria  |
| 2018                           | Dinamarca       | Dinamarca |
| 2019                           | República Checa | Islandia  |
| No participó entre 2021 y 2025 |                 |           |

## Galería de imágenes
|                                |
| Magdi Rúzsa en Helsinki (2007) |

|                          |
| Csézy en Belgrado (2008) |

|                                |
| Kati Wolf en Düsseldorf (2011) |

|                         |
| ByeAlex en Malmö (2013) |

|                                      |
| Kállay-Saunders en Copenhague (2014) |

|                        |
| Boggie en Viena (2015) |

|                             |
| Freddie en Estocolmo (2016) |

|                           |
| Pápai Joci en Kiev (2017) |

|                      |
| AWS en Lisboa (2018) |

|                               |
| Joci Pápai en Tel Aviv (2019) |